# Нада Воденичар
Нада Воденичар (Ратаре код Параћина, 29. децембар 1936 — Црепаја код Ковачице, 20. август 2024) била је југословенска и српска певачица и новинарка.

## Биографија
Нада је рођена 29. децембра 1936. године у селу Ратаре, околина Параћина, где је живела све до краја Другог светског рата, када се њена породица преселила у Сакуле, Опово. Родитељи су јој по професији били учитељи, па су због се због потребе службе често селили и тако опет, након неког времена из Сакула у Мокрин, тада једно од највећих села у Војводини.
Поред посла учитеља, Нада потиче из музичке породице, њени родитељи су поред посла учитеља у Мокрину водили хор и драмску секцију, где је Нада уз оца почела да учи певање Преминула је 20. августа 2024. године у Црепаји, где је и сахрањена.

## Музичка каријера
Као дете, често је наступала на приредбама у основној школи, певајући.
Нада спада у прву генерацију радијских певача. Најчешће је изводила војвођанске песме уз пратњу Јанике Балажа, познатог југословенски тамбураша и музичара, а врло често и уз оркестар Властимира Павловића Царевца.
Први контакт са музиком Нада је имала 1949. године, са радијским певачима, а већ 1955. године полаже ширу и ужу аудицију у Радио Београду. Иако је Нада већ увелико певала на програму Радио Београда, аудицију је морала да полаже на Радију Нови Сад.
11. маја 1958. године имала је своју прву емисију са Јованом Милошевићем, дует са Живком Милошевић и Лелом Алексић уз пратњу Властимира Павловића Царевца и његовог Народног оркестра.
Нада је почела да снима за Радио Нови Сад 1960. године, захваљујући учитељу, аранжеру и диригенту Тамбурашког оркестра Радио Нови Сад. Нада је радила на Радију Нови Сад све до 1976. године. Током своје каријере на Радију Нови Сад, Нада је снимила преко 100 песама, углавном уз тамбурашки оркестар Јанике Балажа.
Упоредо са певањем, успешно је студирала књижевност .
Са певањем је престала 1969. године, када се запослила као новинар у листу Економски преглед.
Нада већ дуги низ година живи у Црепаји, где води певачки групу Банаћуше.

## Дискографија

### Албуми
- Пјесмом и игром кроз Војводину, са Тамбурашким оркестром Новог Сада (1970) (Југотон)

### ЕП и синглови
- Зелена ливада (1966) (Дискос)
- Ђувегије, где сте (1969) (ПГП РТБ)
- Старе градске песме (1969) (Спортска књига)
- Сјај месече вечерас (1977) (ПГП РТБ)

### Гостовања
- Various - С песмом и игром кроз Југославију 4, са песмом Хајд' на рогаљ момче (1977) (ПГП РТС)[5]